# The Fall of the Roman Empire
The Fall of the Roman Empire is een Amerikaanse sandalenfilm uit 1964 onder regie van Anthony Mann.

## Verhaal
Keizer Marcus Aurelius wordt gewaar dat hij spoedig zal sterven. Hij besluit zijn boosaardige zoon Commodus te onterven. In plaats daarvan zal diens halfbroer Livius keizer worden. Enkele hoogwaardigheidsbekleders vrezen voor hun ambt onder het keizerschap van Livius. Daarom willen zij de keizer vermoorden, voordat hij zijn testament kan bekrachtigen.

## Rolverdeling
| Acteur              | Personage            |
| ------------------- | -------------------- |
| Sophia Loren        | Lucilla              |
| Stephen Boyd        | Livius               |
| Alec Guinness       | Marcus Aurelius      |
| James Mason         | Timonides            |
| Christopher Plummer | Commodus             |
| Anthony Quayle      | Verulus              |
| John Ireland        | Ballomar             |
| Omar Sharif         | Sohaemus van Armenië |
| Mel Ferrer          | Cleander             |
| Eric Porter         | Julianus             |
| Finlay Currie       | Senator              |
| Andrew Keir         | Polybius             |
| Douglas Wilmer      | Niger                |
| George Murcell      | Victorinus           |
| Norman Wooland      | Virgilianus          |